# Inés Saavedra
Inés Saavedra (Montevideo, 21 de septiembre de 1972) es una  polifacética cantautora, guitarrista y arreglista uruguaya. Cuenta con múltiples reconocimientos, nominaciones y premios, así como varios discos editados tanto para adultos como para niños, en los que se destaca su gran calidad vocal y la fusión de estilos musicales en canciones originales, poesías musicalizadas y obras instrumentales.
Además de música y compositora, es Licenciada en Análisis de sistemas y Reingeniería de procesos.

## Biografía
Inició sus estudios de guitarra clásica y solfeo en el Conservatorio Musical María Angélica Piola y posteriormente, de técnica vocal con Sara Dufau y Beatriz Elina Pazos.
En 1995 se vinculó con Carlos Rojí para formar el dúo Intentos que en 1998 se convirtió en el trío Verdades Inútiles, con la incorporación de Guzmán Escardó y con quienes realiza su primera aparición pública, interpretando canciones de su autoría en el Teatro Puerto Luna, en un ciclo de músicos uruguayos ese mismo año.
En 2001 se vinculó con el músico y productor musical Daniel López, con el que armó su primera banda y realizó su primera presentación como solista en el certamen de cantautores Creasonidos, organizado por AGADU y en el cual clasificó entre los 20 mejores cantautores uruguayos.
En diciembre de 2005, tras un dedicado y minucioso trabajo que había comenzado en 2003 junto a Daniel López Rodríguez, nació su primer disco: "Las Casualidades No Existen", (Pajarito Records) con la participación especial de los siguientes músicos: Daniel López, Hugo Fattoruso, Martín Ibarburu, Andrés Ibarburu, Guzmán Escardó, Romano, Gustavo Etchenique, Eduardo "Toto" Méndez, Carlos Morales, Carlos Méndez, Gastón Contenti, Santiago Olariaga, Federico Navarro, Pablo Soma, Marcelo Foglino y Fernando Torrado.
En 2006 recibe la nominación a "Mejor Solista del Año" por su CD "Las Casualidades No Existen" y gana el 2do. premio en la categoría "Jóvenes Talentos de la Música Popular" de la Fundación Bank Boston.
En 2008 realizó una gira musical por España, Suecia y Dinamarca, a raíz de la cual decidió dejar su trabajo como Licenciada en Análisis de sistemas de Información y Reingeniería de procesos para irse a vivir a España y dedicarse por completo a la música.
En agosto de 2009 editó su segundo disco: "Azul y Verde", (Pajarito Records), con la participación especial de los siguientes músicos: Daniel López Rodríguez, Martín Ibarburu, Palito Elizalde, Juan Rodríguez, Tato Bolognini, Gerardo Alonso, Fabián Pietrafiesa, Artigas Leal, Miguel Ángel Leal, Miguel Torochic y Marcos Ferrando recibiendo una excelente crítica de prensa publicada en la revista especializada World 1 Music, (España) en la edición especial de fin de año.
En diciembre de 2010 editó su primer disco de música infantil: "Epi epi A!" (Pajarito Records) con canciones propias y un par de musicalizaciones de poemas de Gloria Fuertes, recibiendo la nominación a Mejor Álbum de Música Infantil de los Premios Graffiti 2011.
En marzo de 2012 editó su cuarto disco: "Letras y Música", (Pajarito Records), donde musicaliza poemas de Mario Benedetti, Pablo Neruda, Alfonsina Storni, Gabriela Mistral, Juan Ramón Jiménez y Miguel Hernández, incluyendo además obras de música instrumental. 
En 2014 gana el 1er premio del certamen de composición musical "En Clave 15" (1.ª edición) organizado por la Biblioteca de Castilla-La Mancha y Caja Rural de Castilla-La Mancha en el Alcázar de Toledo con la canción "En Silencio". 
Durante sus años en España participó activamente apoyando al movimiento feminista a través de ponencias en la Universidad de Alicante organizadas por el Centro de Estudios de la Mujer (CEM) durante las cuales gesta la canción "Mujeres y mujeres" que estrena en 2015 para el Día Internacional de la Mujer el 8 de marzo con un videoclip en el que participaron 107 mujeres de su entorno y del movimiento feminista.
En septiembre de 2015 editó su segundo disco de canciones infantiles: "Epi epi A! 2" (Pajarito Records), incluyendo 9 canciones propias y un cuento escrito por la guionista y actriz Mamen García con quien trabaja desde 2012 en los conciertos teatralizados e interactivos.
En 2016 vuelve a ganar el 1er premio del certamen de composición musical "En Clave 15" en el Alcázar de Toledo con la canción "La Fragata de Emily" y recibe la nominación en la categoría "Mejor Álbum de Música Infantil" de los Premios Graffiti y seleccionada como candidata para los Latin Grammy en la misma categoría con su disco "Epi epi A! 2".
En 2017 es convocada por la ONG Diversitat participando con sus canciones "Amor es amor" en el Día Internacional del Orgullo LGBT que se celebró en la Plaza del Ayuntamiento de Alicante el sábado 15 de julio, y con "Las cosas pequeñas florecen en la concordia" en las Jornadas de Educación de FELGTB (Federación Estatal de Lesbianas, Gais, Transexuales y Bisexuales). Con esas canciones inaugura la primera edición de la Muestra Visible Alicante en el Teatro Arniches en 2019.
En 2018, a petición de los organizadores del Festival Internacional de canción de autor "Abril para vivir" prepara un homenaje a Mario Benedetti e Ida Vitale, musicalizando poemas de ambos y estrenándolo en el Teatro CajaGranada de Granada en 2019.
En 2020 edita su sexto disco (el 3.º de canciones de autor para adultos): "Terra" (Pajarito Records), donde suma a toda su experiencia musical la influencia de los nuevos códigos culturales desde su llegada a España y en el que incluye su primera canción en valenciano, “Terra”, que es la que le da el nombre al disco. Canciones de autor pop/folk que le cantan a lo cotidiano, a la naturaleza, a sus dudas y certezas y a su compromiso social relacionado con la necesidad del feminismo, la tolerancia y la responsabilidad individual y colectiva.
En 2021 es convocada por la Delegación del Gobierno en la Comunidad Valenciana para la entrega de los Premios Meninas contra la eliminación de la violencia machista, donde estrena la canción "Zapatos Rojos", inspirada en la instalación itinerante de la artivista mexicana Elina Chauvet. En el mismo año también participa en los actos oficiales del 25N organizados por la Subdelegación del Gobierno en Alicante.

## Discografía
- 2020 Terra - canción de autor pop/folk
- 2015 Epi epi A! 2. - canciones para niños volumen 2
- 2012 Letras y música. Vol 1. - poesías musicalizadas y obras instrumentales
- 2010 Epi epi A!. - canciones para niños
- 2009 Azul y verde. - canción de autor pop/folk
- 2005  Las casualidades no existen. - canción de autor pop/folk

## Singles
- 2025 Cuéntame un cuento - canción infantil
- 2024 Miedo miedito - canción infantil
- 2023 Cómplices  - sobre el genocidio en la Franja de Gaza
- 2023 Ciclogénesis Explosiva, Tresors
- 2022 Tristes guerras - musicalización poema homónimo de Miguel Hernández
- 2021 Zapatos rojos - 25N contra la violencia machista

## Premios
Ha conseguido los siguientes premios y nominaciones:
- 2016: Primer Premio Certamen de Composición Musical “En Clave 15” (3.ª edición) organizado por la Biblioteca de Castilla-La Mancha y la Fundación Caja Rural de Castilla-La Mancha con la canción "La fragata de Emily".[8] (España)
- 2016: Candidata a los Latin GRAMMY en categoría "Mejor Álbum de Música Infantil" por CD "Epi epi A! 2" (EE. UU.)
- 2016: Nominación "Mejor Álbum de Música Infantil" por CD "Epi epi A! 2" Premios Graffiti (Uruguay)
- 2014: Primer Premio Certamen de Composición Musical “En Clave 15” (1.ª edición) organizado por la Biblioteca de Castilla-La Mancha y la Fundación Caja Rural de Castilla-La Mancha con la canción "En Silencio".[9] (España)
- 2011: Nominación "Mejor Álbum de Música Infantil" por CD "Epi epi A!" Premios Graffiti (Uruguay)
- 2006: Segundo Premio Jóvenes Talentos de la Música Popular Fundación BankBoston a la Cultura Nacional (Uruguay)
- 2006: Nominación "Mejor Artista del Año" por CD "Las Casualidades No Existen" Premios Graffiti (Uruguay)
- 2005: Premio Artista Revelación 2005 Radio AM Libre, programa Primera Voz conducido por Sonia Breccia.[10] (Uruguay)

Finalista de los siguientes certámenes de cantautores (España).
- 2010: “Viladecans” (Barcelona)
- 2011: “Jordi Francolí” ('Tarragona), “Pay Pay” (Cádiz'), “Virgen de Tiscar” (Alicante)
- 2012: “Abril para vivir” (Granada)